# 臺中市立光德國民中學
臺中市立光德國民中學，簡稱光德國中，是臺灣臺中市烏日區的一所國民中學。

## 校史
- 1998.08.01 奉准成立，首任校長：蔡慧登先生。
- 1999.07.26 奠基動土。
- 2000.08.01 第一屆招收新生10班暫借僑仁國小。
- 90.07.18 遷移至新校區。
- 90.08.01 第二屆招生於新校區上課。
- 90.10.29 校舍落成啟用。[1]

### 校名由來
光德國中位於烏日鄉仁德村，其名稱的由來，是取其涵蓋的學區「二光三德」－「光」明村、五「光」村、九「德」村、仁「德」村、前「竹」(台語)村而命名。

## 歷任校長
1. 蔡慧登：1998年－2002年
2. 楊寶旺：2002年－2008年
3. 陳錫彥：2008年－2013年
4. 賴朝榮：2013年－2021年
5. 沈復釧：2021年－2025年
6. 柯瓊華：2025年－現任

## 學區範圍
- 烏日區仁德里、九德里、五光里、前竹里、光明里。[3]

## 外部連結
光德國中  （页面存档备份，存于）